# Tripp Trapp高脚椅

Tripp Trapp 高脚椅是一个可调节的木质儿童高脚椅。它是由挪威家具设计师Peter Opsvik于1972年设计，它可以为坐下的孩子提供正确的人体工学支持，使得孩子能够坐在家庭餐桌旁，和父母以及其他家庭成员进行交互沟通。